# Umar Muhayshi
Umar Abdullah el-Muhayshi (1941- asesinado en enero de 1984) fue un oficial del ejército Libio y miembro del Consejo de Comando Revolucionario Libio que gobernó Libia después del golpe de Estado Libio del 1 de septiembre de 1969.

## Vida
Nacido en una familia de origen circasiano y turca, Umar Muhayshi era miembro del grupo de oficiales del ejército llamado Movimiento de Oficiales Libres que derribó el régimen real en Libia 1 de septiembre de 1969. Se convirtió en miembro del [Consejo de Comando Revolucionario Libio] de doce miembros, encabezado por Muammar Gaddafi. Fue ascendido al rango de Mayor después del golpe libio de 1969. Después del establecimiento del Tribunal Popular de Libia en octubre de 1969, representó al fiscal general en el tribunal.
En agosto de 1975, el régimen de Gadafi anunció que se había evitado un intento golpe de Estado. Los trece conspiradores principales eran miembros del Movimiento de Oficiales Libres y cuatro de ellos (Muhayshi, Bashir Houadi, Abdul Munim el Houni y Awad Hamza) eran miembros del Consejo Revolucionario. Por esa vez Muhayshi ya estaba fuera de Libia. Entre 1976 y 1983, vivió en Egipto, Túnez y Marruecos. Mientras estuvo en Egipto, algunas fuentes dijeron que el régimen de Gadafi intentó en vano asesinar a Muhayshi más de una vez.. Permaneció en El Cairo hasta que el presidente Anwar Sadat anunció su intención de visitar Jerusalén en 1979, que el Mayor Omar al -Muhaishi se opuso pública y vehementemente, lo que provocó la congelación de sus actividades e incluso con su expulsión de Egipto a Marruecos en julio de 1980.
En 1983, mientras Muhayshi estaba en Marruecos, luego bajo el Rey Hassan II, las autoridades marroquíes entregaron Muhayshi al gobierno de Gadafi.